# Juan Idiarte Borda
Juan Bautista Idiarte Borda y Soumastre (Mercedes, 20 de abril de 1844 — Montevidéu, 25 de agosto de 1897) foi um político uruguaio, servindo como Presidente do Uruguai entre 21 de março de 1894 e 25 de agosto de 1897. Era membro do Partido Colorado.
Em 25 de agosto de 1897 foi assassinado em Montevidéu, por um militante do Partido Blanco, chamado Avelino Arredondo. Após o seu assassinato o Uruguai entrou em uma terrível instabilidade política que levaria a ascensão de José Batlle. Durante o seu governo reprimiu uma revolta liderada por um caudilho chamado Aparício Saraiva.